# Уникальное дерево 300-летней сосны
«Уникальное дерево 300-летней сосны» — одно из старейших деревьев города Воронежа, сосна обыкновенная возрастом 300 лет, ботанический памятник природы. Дерево произрастает в урочище Мокрый лог, на обрывистом склоне Воронежского водохранилища. Высота дерева по состоянию на 2014 год 31 м, диаметр ствола — 0,96 м, возраст дерева — 172 года по данным за 2014 год, при средней продолжительности жизни сосны 120—150 лет. По состоянию на 2017 год, дерево усохло. Это было единственное хвойное дерево среди дубов в радиусе нескольких километров.